# Gan Le'ummi Bet She'an
Gan Le'ummi Bet She'an (hebreiska: גן לאומי בית שאן) är en nationalpark i Israel.   Den ligger i distriktet Norra distriktet, i den nordöstra delen av landet.